# Francesco Ricciardi
Francesco Ricciardi, conte di Camaldoli (Foggia, 12 giugno 1758 – Napoli, 17 dicembre 1842), è stato un giurista, avvocato e politico italiano, ministro della giustizia del Regno di Napoli sotto Murat e del Regno delle Due Sicilie nel 1820.

## Biografia
Si laureò in legge all'università di Napoli, ed esercitò con successo l'avvocatura nella capitale, specializzandosi in questioni riguardanti i diritti feudali. Uomo di vasti interessi culturali, fu in contatto epistolare con alcuni fra i maggiori illuministi (per esempio, Cesare Beccaria, i fratelli fratelli Pietro e Alessandro Verri, Gian Domenico Romagnosi, Ludovico Savioli, ecc.) che conobbe poi personalmente in un viaggio di studi nel 1789. Sposò la marchesina Luisa Granito (1769-1832), conosciuta in occasione della difesa del vescovo di Lettere Bernardo della Torre dalle accuse di aver sostenuto i francesi. Il loro figlio Giuseppe (1808-1882) sarà uno dei maggiori esponenti del radicalismo politico in età risorgimentale.
Non partecipò alla vita politica durante la Repubblica Napoletana (1799). Collaborò invece con Giuseppe Bonaparte e Gioacchino Murat: fu consigliere di Stato, intendente di Bari, ed ebbe una parte importante nell'elaborazione dei nuovi codici. Nel novembre 1809 fu nominato "gran giudice", ossia ministro della giustizia, incarico che accettò dopo aver ricevuto garanzie sull'indipendenza della magistratura dal potere esecutivo. Istituì l'alunnato in giurisprudenza per la formazione dei nuovi magistrati (1812). Per queste attività nel 1809 ottenne un seggio all'Accademia delle scienze e il titolo di "conte di Camaldoli".
Ritiratosi a vita privata dopo la Restaurazione, durante il periodo costituzionale del 1820 Francesco Ricciardi fu nuovamente ministro della giustizia delle Due Sicilie, carica che lasciò nel dicembre 1820 per dissidi con il parlamento: murattiano, Ricciardi riteneva che, per garantirne l'indipendenza, i magistrati non dovessero essere sottoposti alla nomina di un consiglio di stato controllato a sua volta dal parlamento. Dopo il ristabilimento del regime assoluto (1821), rimase nel regno delle Due Sicilie; nel 1827-28 fece un viaggio nell'Italia centro-settentrionale durante il quale ebbe modo di incontrare a Firenze Pietro Colletta, che gli lesse parti della Storia che stava scrivendo.

## Opere
- Francesco Ricciardi, Ragioni della duchessa di Tursi, e del principe di Melfi contra il principe di Alessandria : nel S.R.C. a Ruote giunte , Napoli : Stamp. Simoniana, 1805
- Francesco Ricciardi, Discorso e progetto di legge intorno a' sospetti di furto : letto al Parlamento Nazionale il di 6 di novembre 1820, Napoli : dalla tipografia di Porcelli, 1820
- Francesco Ricciardi, Progetto di legge e rapporto su i giurati, Napoli : dalla tipografia di Porcelli, 1820
- Francesco Ricciardi, Rapporto di Sua Eccellenza il Segretario di Stato ministro di grazia e giustizia per lo sistema delle elezioni de' magistrati : letto al Parlamento Nazionale nell'adunanza delle adunanze dell'ottobre 1820, Napoli : dalla tipografia di Porcelli, 1820
- Francesco Ricciardi, Rapporto di Sua Eccellenza il segretario di Stato ministro di grazia e giustizia sulla riforma della magistratura : letto al Parlamento Nazionale nell'adunanza del di 16 ottobre 1820, Napoli : dalla tipografia di Porcelli, 1820
- Francesco Ricciardi, Rapporto e progetto di legge sull'abolizione del cattedratico e quarta decima : proposto al Parlamento Nazionale a di 23 ottobre 1820, Napoli : dalla tipografia di Porcelli, 1820
- Due Sicilie : Ministero di grazia e giustizia, Rapporto e progetto di legge sulle armi : proposto al Parlamento nazionale a di 6 di novembre 1820, Napoli : tip. di Porcelli, 1820
- Francesco Ricciardi, Rapporto e progetto di legge sulle pene imposte con disposizioni economiche : lette al Parlamento Nazionale a di 13 novembre 1820, Napoli : dalla tipografia di Porcelli, 1820
- Francesco Ricciardi, Rapporto per lo sistema delle elezioni di magistrati letto al Parlamento Nazionale, di S. E. il segretario di stato ministro della giustizia , Napoli : dalla tipografia di Porcelli, 1820
- Francesco Ricciardi, Rapporto sullo stato attuale dei Ministeri degli affari ecclesiastici, della polizia generale, e della giustizia : presentato al Parlamento Nazionale nell'adunanza del dicembre 1820, Napoli : dalla tipografia di Porcelli, 1820 (on-line)
- Scritti e documenti varii, di Francesco Ricciardi conte di Camaldoli; preceduti dalla sua vita scritta da suo figlio Giuseppe e da un'introduzione di Leopoldo Tarantini. Napoli : G. Nobile, 1873